# Orzeszków (województwo dolnośląskie)
Orzeszków (przed 1945 niem. Pronzendorf) – wieś w Polsce położona w województwie dolnośląskim, w powiecie wołowskim, w gminie Wińsko.

## Historia
Polska nazwa wsi najprawdopodobniej pochodzi od orzechów leszczyny, która często rośnie w okolicznych lasach. We wczesnym średniowieczu tereny te były pokryte puszczą rosnącą często na terenach bagnistych.
Przez wieś przebiegał szlak handlowy łączący Wrocław i Głogów (stolice plemienia Ślężan i Dziadoszan). Pierwsze wzmianki o Orzeszkowie pojawiły się w roku 1452 pod nazwą Bruntzelndorff. Nazwa zmieniła się w 1787 r. na Pronzendorff. W roku 1946 nadano wsi nazwę Brunciłów (utworzoną z nazwy niemieckiej), ostatecznie zmienioną w 1947 r. na nazwę obecną.
Orzeszków wraz z okolicami znajdował się kolejno pod władaniem dynastii Piastów, Habsburgów i Hohenzollernów. Pierwszym znanym piastowskim władcą wsi był Przemko ścinawski. Następnymi władcami byli: Konrad VII Biały, książęta czescy Podiebradowie, książę żagański Jan II Szalony i inni.
W ostatniej ćwierci XVIII wieku oraz w XIX wieku wieś była własnością pruskiego Królewskiego Urzędu Dominialnego w Wołowie i zaliczała się wówczas do dużych wsi (w 1737 r. liczyła 316 mieszkańców, w tym 11 kmieci i 16 zagrodników). W tym czasie we wsi istniały młyny wodne, wietrzne, cegielnia i dwa folwarki. W latach 80. XIX wieku wzniesiono we wsi dwór oraz budynki mieszkalne dla bezrolnych pracowników majątku ziemskiego.
W styczniu 1945 r. Armia Czerwona zajęła wieś, która następnie weszła w skład Polski.

## Podział administracyjny
W latach 1975–1998 miejscowość należała do województwa wrocławskiego.

## Demografia
Według Narodowego Spisu Powszechnego (III 2011 r.) liczył 438 mieszkańców. Jest czwartą co do wielkości miejscowością gminy Wińsko.

## Obiekty zabytkowe
We wsi m.in. budynki mieszkalno-gospodarcze z przełomu XIX/XX wieku i kaplica cmentarna śś. Piotra i Pawła z 1914 r. (do 1945 r. ewangelicka, obecnie kościół katolicki, filia parafii w Małowicach).

## Turystyka
Część wsi obejmuje Park Krajobrazowy Dolina Jezierzycy. Wieś jest popularnym celem turystycznym, znajduje się tu węzeł kilku szlaków turystycznych.